# Јохова
Јохова је насељено мјесто у општини Козарска Дубица, Република Српска, БиХ. Према попису становништва из 1991. у насељу је живјело 174 становника.

## Становништво
| Демографија | Демографија | Демографија |
| Година      | Становника  | Становника  |
| ----------- | ----------- | ----------- |
| 1948.       | 520         |             |
| 1953.       | 321         |             |
| 1961.       | 284         |             |
| 1971.       | 256         |             |
| 1981.       | 223         |             |
| 1991.       | 174         |             |

## Знамените личности
- Борко Арсенић, народни херој Југославије
- Томица Шпановић, народни херој Југославије